# Núcleo supraóptico
El núcleo supraóptico es un conjunto de neuronas que se localizan en la región anterior y central del hipotálamo. Contiene células neuroendócrinas que sintetizan hormona antidiurética (vasopresina) y oxitocina. Estas hormonas se liberan desde las neuroendocrinas a la sangre, mediante un proceso de exocitosis dentro de la neurohipófisis.

## Anatomía
El núcleo supraóptico se localiza en la región anterior y central del hipotálamo por encima del quiasma óptico a ambos lados del tercer ventrículo. Tiene límites imprecisos y contiene grupos de neuronas magnocelulares  neuroendócrinas, que sintetizan las hormonas antidiurética (vasopresina) y oxitocina.
Los estudios inmunoreactivos para neuronas secretoras de oxitocina (OXT), localizaron estas principalmente en la parte dorsal del núcleo supraóptico (dSON). Las neuronas secretoras de vasopresina (VP) se distribuyeron principalmente en la parte ventral de este núcleo (vSON) adyacente al tercer ventrículo.
El núcleo supraóptico se encuentra conectado físicamente a través del tracto nervioso supra-óptico con la hipófisis posterior (neurohipofisis).

## Microarquitectura

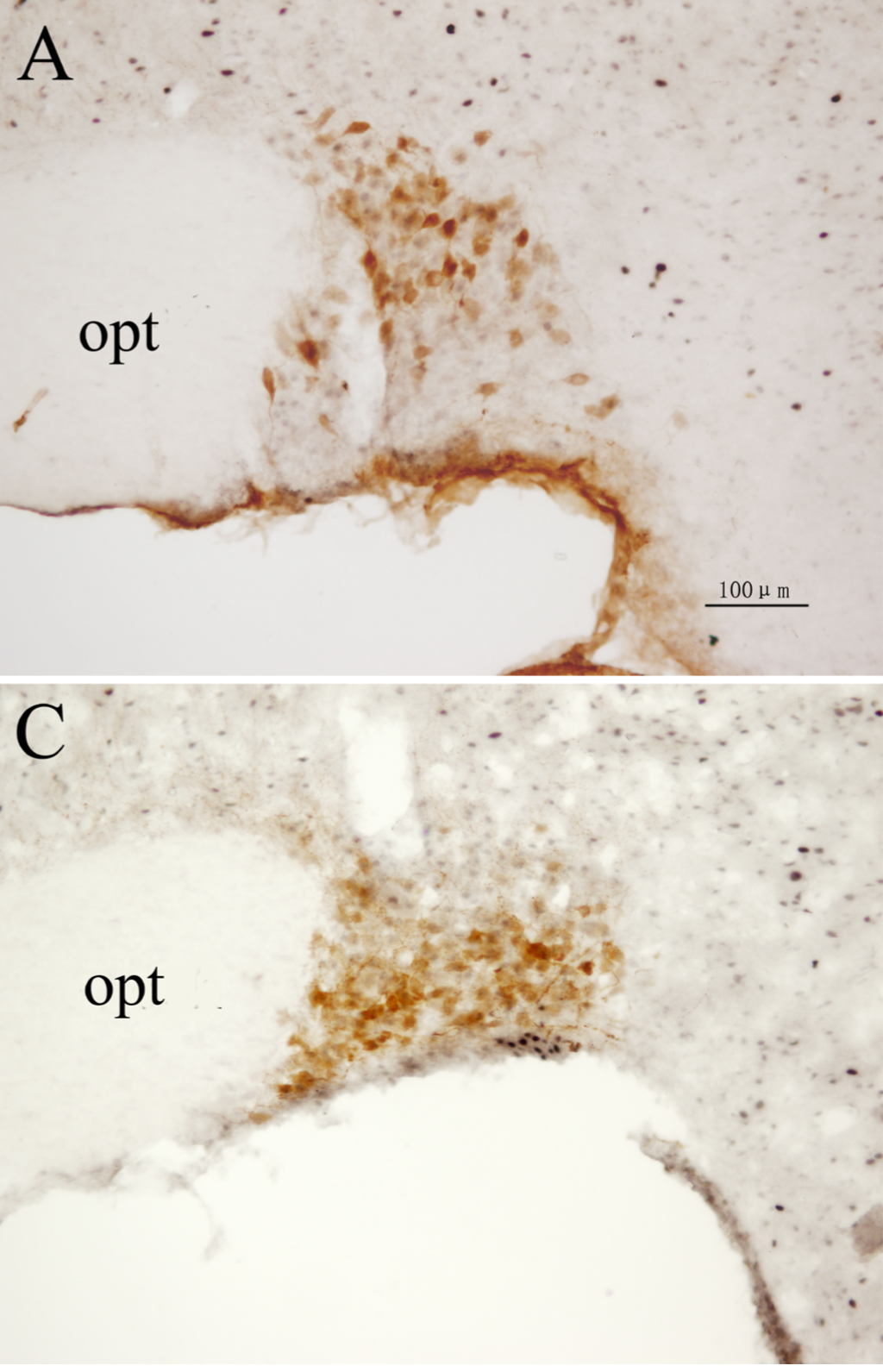
Neuronas magnocelulares secretoras de OXT en el sector dorsal (arriba A) y secretoras de AVP en el sector ventral (abajo C), dentro del núcleo SON. Opt = nervio óptico. Inmunohistoquímica.

Las neuronas del núcleo supraóptico (SON) son de tipo magnocelular (MagCN). Las MagCN, son neuronas grandes 20-40 micrómetros (µm), y se visualizan fácilmente con el microscopio óptico. Las MagCN se dividen en dos subtipos: las MagCN de oxitocina (Oxt) y las MagCN de vasopresina (VP).
Las neuronas VP predominan en una proporción de 2:1 en el SON.

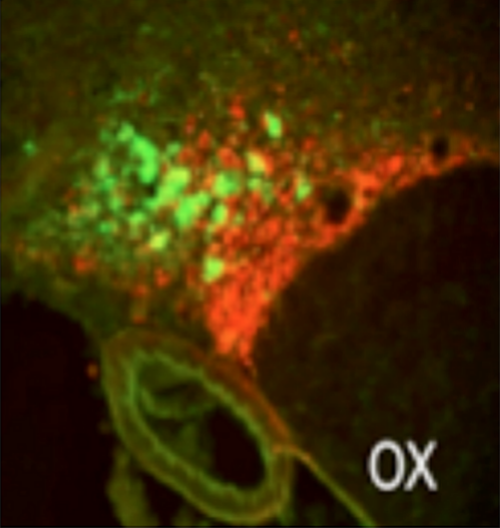
Neuronas magnocelulares (MCN) de oxitocina (en verde). en la región dorsal y las MCN de vasopresina (en rojo) en la región ventral del SON. OX = quiasma óptico. Microscopía confocal, inmunofluorescencia.

Los capilares y las células gliales se encuentran dispersos a través del núcleo y se observan cerca de las neuronas magnocelulares (MagCN). Los procesos gliales forman una red entre las neuronas MagCN y los capilares. Una población de células pequeñas no neuronales (gliales y vasculares), pueden visualizarse mediante tinción con DAPI de todos los núcleos del SON.
En la rata, los dos núcleos supraópticos contienen ~2000 neuronas magnocelulares, cada una de las cuales envía un solo axón a la neurohipófisis, cada axón da lugar a unas 2000 dilataciones neurosecretoras de oxitocina.
Las neuronas de oxitocina tienen 2-5 dendritas, de varios cientos de micrómetros (µm) de largo, que están llenas de vesículas neurosecretoras que también pueden ser liberadas por exocitosis. En una rata virgen, cada neurona tiene más de 10 000 vesículas en sus dendritas.
Mientras que el 97% de las MagCN en el núcleo SON expresan ARNm de Oxt o de VP, de manera altamente selectiva en dos fenotipos principales, se demostró que aproximadamente el 3% de las MagCN en el núcleo SON normal, coexpresaban ambos ARNm en cantidades aproximadamente iguales.

## Ultraestructura

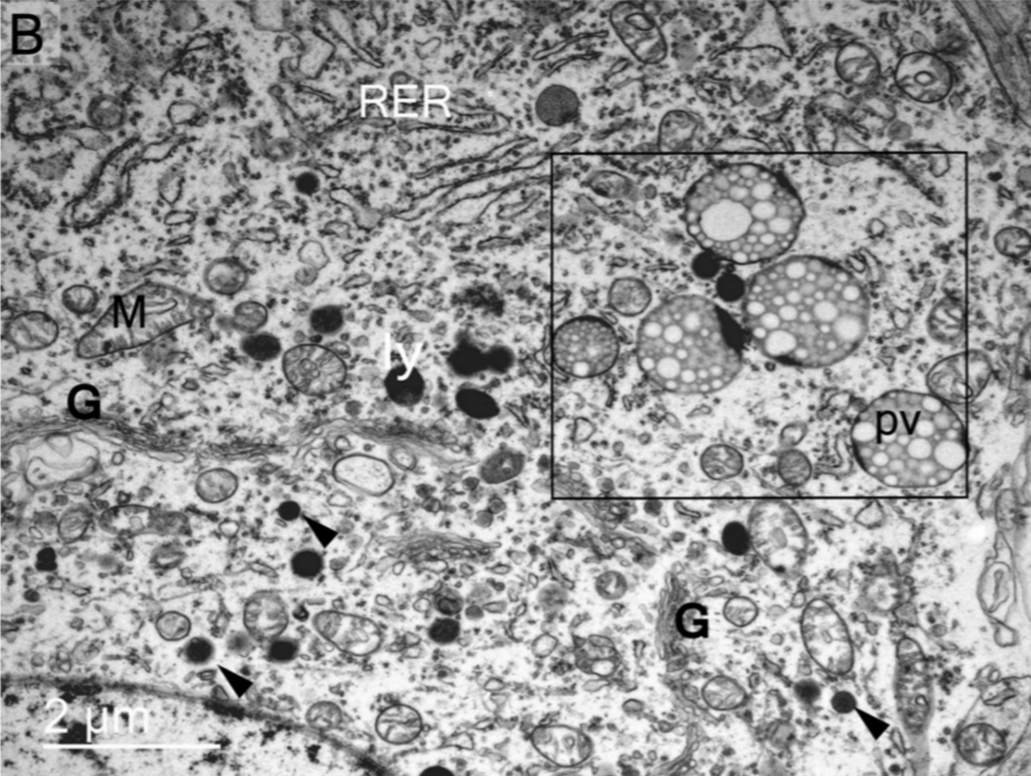
Neurona magnocelular, ultraestructura. RER= retículo endoplasmático, G= Golgi, M= mitocondria, ly= lisosoma, recuadro pv= cuerpo polivesicular. Microscopía electrónica.

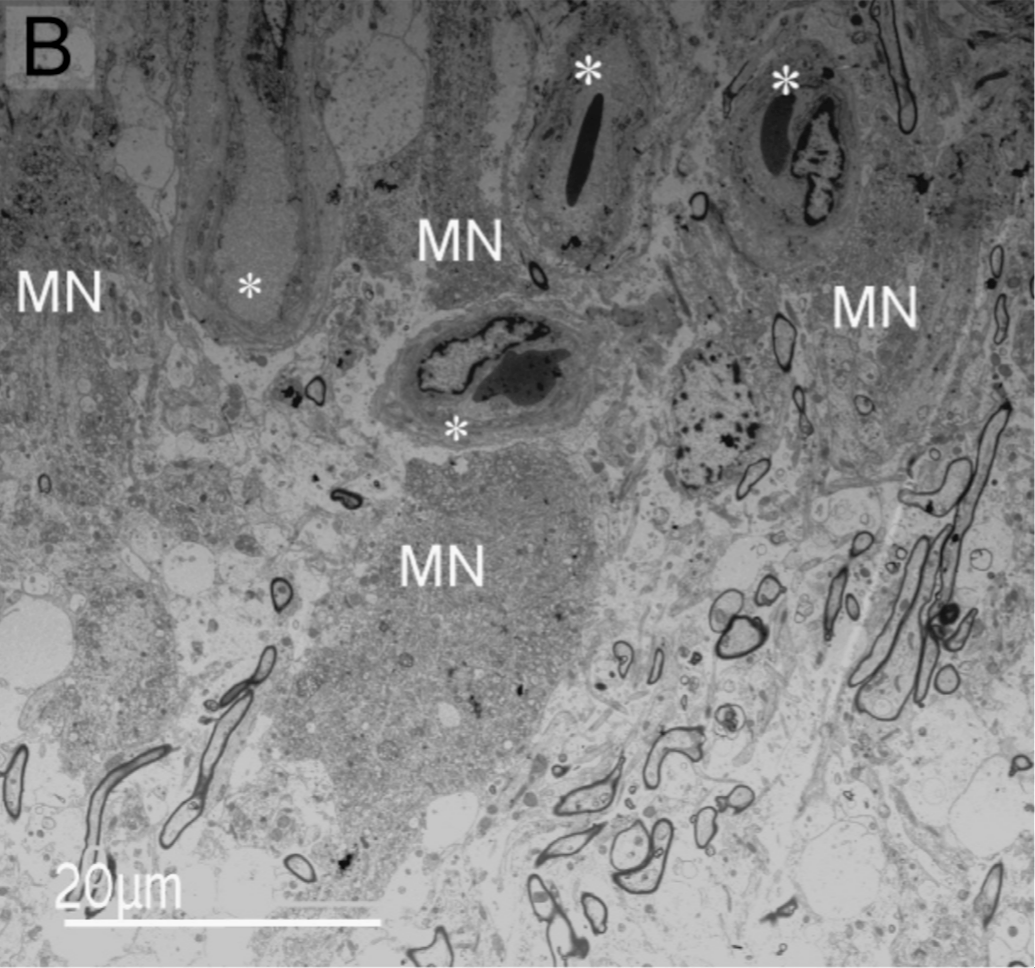
Capilares (asteriscos), en la proximidad de las neuronas magnocelulares (MagCN) del núcleo supraóptico.

Con la microscopía electrónica las neuronas magnocelulares (MagCN) muestran abundantes estructuras membranosas, numerosas mitocondrias, retículo endoplásmico dilatado, aparato de Golgi bien desarrollado y gránulos secretorios de centro denso, todo lo que evidencia la actividad de biosíntesis dentro de estas neuronas.
El núcleo supraóptico (SON) está muy vascularizado. Los capilares se encuentran dispersos a través de este núcleo y se observan cerca de las neuronas magnocelulares.
Las neuronas MagN secretoras de oxitocina, sufren cambios morfológicos reversibles cuando son fuertemente estimuladas. Esta plasticidad estructural está representada por modificaciones en el tamaño y la forma de sus somas y dendritas, por la medida en que sus superficies están cubiertas por la glía y por la densidad de sus sinapsis.
Durante condiciones fisiológicas como la lactancia y la deshidratación, que resultan en una liberación central y periférica de oxitocina, la cobertura física de los astrocitos sobre las neuronas OXT, se reduce notablemente y las superficies de los somas y las dendritas se yuxtaponen directamente sin procesos astrocíticos.
Los cambios neuronales-gliales y sinápticos ocurren rápidamente, en cuestión de horas y son reversibles con la terminación de la estimulación.

## Función
Las hormonas vasopresina (VP) y oxitocina (OXT) se sintetizan en forma de prohormonas en las neuronas magnocelulares (MagCN) del núcleo supraóptico, alcanzan por medio de los axones la neurohipófisis, donde se almacenan en gránulos hasta que se produce la secreción a la sangre, mediante un proceso de exocitosis.
La producción de hormona antidiurética y oxitocina no es exclusiva del núcleo supraóptico, se sintetizan también en el núcleo paraventricular del hipotálamo.